# Římskokatolická farnost Přibyslav
Římskokatolická farnost Přibyslav je územní společenství římských katolíků s farním kostelem Narození svatého Jana Křtitele v rámci havlíčkobrodského vikariátu královéhradecké diecéze.

## Historie farnosti
První zmínka o Přibyslavi pochází z roku 1257.

## Duchovní správci
Farářem je od roku 2015 P. Mgr. Pavel Sandtner, jako farní vikář zde působí P. Zdeněk Sedlák. 

## Bohoslužby
| Kostel                         | Místo        | Bohoslužba (den)                                 | Hodina | Poznámka        |
| ------------------------------ | ------------ | ------------------------------------------------ | --- | --------------- |
| Narození svatého Jana Křtitele | Přibyslav    | neděle pondělí úterý středa čtvrtek pátek sobota | 8.00, 9.30 7.30 18.00 (zima), 18.30 (léto) 7.30, 18.00 (zima), 18.30 (léto) 18.00 (zima), 18.30 (léto) 7.00 | Farní kostel    |
| svatého Michala                | Žižkovo Pole |                                                  | | Filiální kostel |

## Aktivity farnosti
Ve farnosti se pravidelně koná tříkrálová sbírka. Farnost se rovněž účastní projektu Noc kostelů.
Ve farní stodole a areálu farnosti se konají koncerty a hudební festival Přibyslavské Nocturno.